# Wolzhausen
Wolzhausen is een plaats in de Duitse gemeente Breidenbach, deelstaat Hessen, en telt 660 inwoners.